# Kitara
La langue kitara, communément appelée runyakitara, est une langue standard construite basée sur quatre langues de proche relation de l'ouest de l'Ouganda : 
- Nyoro ou Runyoro
- Chiga (Kiga) ou Rukiga
- Nkore ou Runyankore
- Toro ou Rutooro

L'interface du moteur de recherche Google a été traduite en kitara en février 2010 par la Faculté d'informatique et des technologies de l'information de l'Université Makerere.